# The Last Duel
The Last Duel è un film del 2021 diretto e co-prodotto da Ridley Scott.
La pellicola è l'adattamento cinematografico del romanzo storico del 2004 L'ultimo duello (The Last Duel: A True Story of Crime, Scandal, and Trial by Combat in Medieval France) scritto da Eric Jager, e narra le vicende di uno degli ultimi duelli giudiziari, avvenuto in Francia nel 1386, tra Jean de Carrouges e Jacques Le Gris. Il film ha come protagonisti Matt Damon, Adam Driver, Jodie Comer e Ben Affleck.

## Trama
Francia, XIV secolo. Durante la guerra dei cent'anni, il cavaliere Jean de Carrouges sfida lo scudiero Jacques Le Gris, reo di aver violentato Marguerite de Thibouville, moglie di Jean. Questo sarà l'ultimo duello di Dio legittimato dalla legge francese: la storia retrostante viene ricostruita per mezzo di tre flashback, ciascuno dal punto di vista di uno dei protagonisti.

### Capitolo 1 - La verità secondo Jean de Carrouges
De Carrouges è un valoroso soldato, noto per la sua tempra e per la ferocia con cui si batte. Dopo essersi distinto durante l'assedio di Limoges, nel quale combatte assieme all'amico e commilitone Jacques Le Gris, giura fedeltà a Pietro II d'Alençon, appena nominato conte da suo cugino, il re Carlo VI di Francia. Trovandosi in ristrettezze economiche, de Carrouges chiede a Le Gris di intercedere presso il conte e chiedergli una proroga nel pagamento delle tasse feudali, mentre nel frattempo lui, rimasto vedovo, sposerà la nobile Marguerite de Thibouville per ottenerne la dote e risanare le sue ricchezze.
Dopo il matrimonio, de Carrouges scopre che una delle terre promesse in dote, da lui particolarmente ambita, era stata già acquisita dal conte, che a sua volta l'aveva concessa in feudo a Le Gris. L'uomo avvia dunque un contenzioso contro i due, ma il re rifiuta di portare avanti la causa; come conseguenza, però, de Carrouges cade in disgrazia presso il conte, che gli toglie il capitanato di un forte appartenuto da decenni alla sua famiglia e lo conferisce a Le Gris. De Carrouges, furioso, accusa Le Gris di essersi approfittato della loro amicizia per ottenere il favore del conte. I tre non si vedranno per alcuni anni, finché non si incontrano nuovamente a una cerimonia e dichiarano cessate le ostilità.
De Carrouges parte per una campagna militare in Scozia, dalla quale torna sconfitto, ma ottiene il cavalierato per essersi distinto in battaglia; al suo ritorno, Marguerite gli confessa che Le Gris l'ha stuprata mentre si trovava da sola nel loro castello. Sapendo che ogni sua azione legale fallirà a causa della protezione del conte D'Alençon, de Carrouges decide di sfidare Le Gris a duello per salvare il proprio onore e quello della moglie.

### Capitolo 2 - La verità secondo Jacques Le Gris
Le Gris, scudiero di umili origini, ottiene il favore del conte d'Alençon grazie alla sua grande intelligenza e al carattere spavaldo e libertino: il conte gli affida la cura delle sue finanze e la riscossione dei debiti dei suoi vassalli. Quando de Carrouges gli chiede di intercedere presso il conte, quest'ultimo gli nega il favore poiché odia il soldato a causa del suo carattere rozzo e stizzoso; propone invece a Le Gris di accaparrarsi la terra promessa in dono da Thibouville, che si trova in posizione strategica. De Carrouges, invidioso, insulta pubblicamente Le Gris e il conte, cadendo in disgrazia.
Durante la cerimonia in cui si riappacifica con de Carrouges, Le Gris fa la conoscenza di sua moglie Marguerite: in seguito a un dialogo con lei comincia a credere che ella non ami davvero suo marito, e che sia in realtà attratta da lui. Le Gris comincia a nutrire nei suoi confronti un insano desiderio: un giorno, saputo che Marguerite è sola nel castello dei de Carrouges, vi si introduce con l'inganno e le confessa il suo amore. Marguerite gli resiste dicendo di essere una donna sposata, ma nella mente di Le Gris queste scuse vengono distorte come un blando tentativo di mantenere il suo onore: pertanto la segue fino alla sua camera da letto e lì la violenta. Prima di andarsene, ancora convinto che la donna lo ami, Le Gris le dice di mantenere il loro amore segreto.
Quando Le Gris scopre di essere stato denunciato de Carrouges è stupito, sostiene che la donna abbia negato malvolentieri «come fanno sempre», ma che il rapporto era consensuale. Il conte gli consiglia in ogni caso di negare, per evitare di essere «frainteso». Quando de Carrouges lo sfida a duello, convinto di essere nel giusto e impaziente di salvare il proprio onore, Le Gris accetta la sfida.

### Capitolo 3 - La verità secondo Lady Marguerite (La verità)
Dopo il matrimonio, Marguerite e de Carrouges provano ad avere un figlio, invano. La donna scopre man mano che il marito è accecato dalla propria sete di onore, e le riserva pochissime attenzioni: nonostante questo, lei gli rimane fedele e tenta in ogni modo di compiacerlo. Durante la cerimonia in cui si riappacifica con Le Gris, Marguerite si mostra gentile con quest'ultimo nella speranza di far riguadagnare alla famiglia de Carrouges il favore perduto, inducendo però lo scudiero a credere che lei sia attratta da lui; in seguito, chiacchierando con altre dame, Marguerite ammette come Le Gris sia un uomo attraente, ma anche inaffidabile.
Quando Le Gris si introduce nel loro castello, lei tenta in ogni modo di resistergli, per nulla intenzionata a essere infedele al proprio marito; lo scudiero allora la insegue fino alla camera da letto e lì la violenta. Al ritorno di de Carrouges, Marguerite gli confessa tutto: l'uomo s'infuria credendo che sia stata lei stessa a concedersi al suo rivale, poi la costringe ad avere un rapporto sessuale con lui perché Le Gris non sia l'ultimo uomo ad averla posseduta. Marguerite rimane in seguito incinta, senza sapere di chi sia davvero il figlio; sua suocera, che l'ha sempre odiata, tenta di dissuaderla dal denunciare Le Gris, rivelandole di esser stata a sua volta stuprata da giovane e di aver taciuto per salvaguardare l'onore di suo marito.
Al processo contro Le Gris, la giuria interroga Marguerite tentando di farle ammettere che il rapporto sia stato consenziente, anche sulla base delle dichiarazioni fatte in precedenza sull'avvenenza di Le Gris: la donna risponde a tutte le domande, risoluta a dire la verità. Il re decide dunque di dirimere la questione con un duello, avvertendo però Marguerite che, se suo marito dovesse perdere il duello, lei verrebbe condannata al rogo per spergiuro, in quanto la sconfitta del marito decreterebbe la falsità della sua accusa contre Le Gris. Pur terrorizzata da questa possibilità, Marguerite non ritratta. Poco prima del duello, la donna darà alla luce suo figlio e suo marito inizia a mostrarle, seppur sempre con rudezza, alcune premure.
Il 28 dicembre 1386 si tiene dunque il duello, che comincia con de Carrouges e Le Gris in giostra con le proprie lance. Ben presto entrambi perdono i propri cavalli e combattono una cruenta battaglia corpo a corpo: inizialmente sembra prevalere Le Gris, che pugnala de Carrouges alla coscia; successivamente il cavaliere riesce a rimontare e lo placca in terra. Minacciando di pugnalarlo alla gola, de Carrouges chiede a Le Gris di confessare il proprio crimine, ma questi, pur consapevole della propria eterna dannazione, si dichiara nuovamente innocente. De Carrouges lo uccide, ottenendo il proprio onore e la liberazione di Marguerite: i due coniugi sfilano per le strade di Parigi, mentre il cadavere di Le Gris viene spogliato ed esposto al pubblico ludibrio.
Pochi anni dopo, de Carrouges morirà nel corso di una Crociata, mentre Marguerite vivrà in pace per altri trent'anni nel loro castello, senza mai più sposarsi.

## Personaggi e interpreti
- Jean de Carrouges, interpretato da Matt Damon, doppiato da Simone D'Andrea.
- Jacques Le Gris, interpretato da Adam Driver, doppiato da David Chevalier.
- Marguerite de Carrouges, interpretata da Jodie Comer, doppiata da Valentina Favazza.
- Pierre d'Alençon, interpretato da Ben Affleck, doppiato da Riccardo Rossi.
- Nicole de Buchard, interpretata da Harriet Walter, doppiata da Mirta Pepe.
- Carlo VI di Francia, interpretato da Alex Lawther, doppiato da Manuel Meli.
- Regina Isabella, interpretata da Serena Kennedy.
- Crespin, interpretato da Marton Csokas, doppiato da Alberto Angrisano.
- Le Coq, interpretato da Željko Ivanek, doppiato da Ennio Coltorti.
- Marie, interpretata da Tallulah Haddon.
- Alice, interpretata da Bryony Hannah.
- Robert de Thibouville, interpretato da Nathaniel Parker, doppiato da Marco Mete.
- Thomin du Bois, interpretato da Sam Hazeldine.
- Bernard Latour, interpretato da Michael McElhatton.
- Jean de Carrouges III, interpretato da Oliver Cotton.
- Zio di Carlo VI, interpretato da Clive Russell.
- Adam Louvel, interpretato da Adam Nagaitis, doppiato da Sacha De Toni.
- Prete, interpretato da Bosco Hogan.
- Celia, interpretata da Clare Dunne.
- Elizabeth, interpretata da Caoimhe O'Malley.

## Produzione

### Riprese
Le riprese del film sono iniziate il 14 febbraio 2020 nel dipartimento francese della Dordogna e sono proseguite in Francia tra Berzé-le-Châtel e la Borgogna. Altre riprese sono state effettuate in Irlanda.

## Promozione
Il primo trailer del film è stato diffuso il 20 luglio 2021.

## Distribuzione
La pellicola, inizialmente fissata per il Natale 2020, è stata presentata fuori concorso alla 78ª Mostra internazionale d'arte cinematografica di Venezia il 10 settembre 2021 e distribuita nelle sale cinematografiche italiane a partire dal 14 ottobre 2021 e in quelle statunitensi dal 15 ottobre. Il film è disponibile su Disney+ tramite la sezione Star dal 1º dicembre 2021.

### Edizione italiana
La direzione del doppiaggio e i dialoghi italiani sono stati curati da Marco Mete, per conto della Dubbing Brothers Int. Italia.

## Accoglienza

### Incassi
A fronte di un budget di 100 milioni di dollari e un cast importante, la pellicola aveva tutte le potenzialità per essere un colossal di successo. Il film, purtroppo, anche a causa della pandemia di COVID-19 e alla conseguente crisi dei settore cinema, nonché al calo generale, in quei tempi, di pubblico nelle sale, ha ottenuto solamente 30 milioni di dollari, rivelandosi un flop per quanto riguarda gli incassi.

### Critica
Nonostante l'insuccesso al botteghino, il film è stato accolto positivamente dalla critica. Sull'aggregatore di recensioni Rotten Tomatoes ha un indice di gradimento dell'85% basato su 296 recensioni, con un voto medio di 7,3 su 10. Su Metacritic ottiene un punteggio di 67 su 100 basato su 50 recensioni.

## Riconoscimenti
- 2021 - National Board of Review[17]
  - Migliori dieci film dell'anno
- 2022 - Critics' Choice Super Award[18]
  - Candidatura per il miglior film d'azione
  - Candidatura per la miglior attrice in un film d'azione a Jodie Comer
  - Candidatura per il miglior villain a Ben Affleck
- 2022 - Satellite Award[19]
  - Candidatura per la miglior colonna sonora originale a Harry Gregson-Williams
  - Candidatura per il miglior sonoro a Oliver Tarney, Paul Massey, David Giammarco, William Miller, Daniel Birch e Stéphane Bucher